# Одинцов, Георгий Федотович
Гео́ргий Федо́тович Одинцо́в (21 февраля (6 марта) 1900, Воронеж — 1 марта 1972, Москва) — советский военачальник, маршал артиллерии (1968), профессор (1962).

## Гражданская война
Сын рабочего-железнодорожника. После начальной школы сам рано стал трудиться чернорабочим.
В Красной Армии с июля 1920 года. В период Гражданской войны воевал в Екатеринодарском и Ейском отрядах частей особого назначения на Южном и Кавказском фронтах. В это время он был денщиком Ивана Андреевича Горшкова, который навсегда остался его лучшим другом. С 1921 года — боец Краснодарского коммунистического отряда, затем Ейского отряда особого назначения.

## Межвоенный период

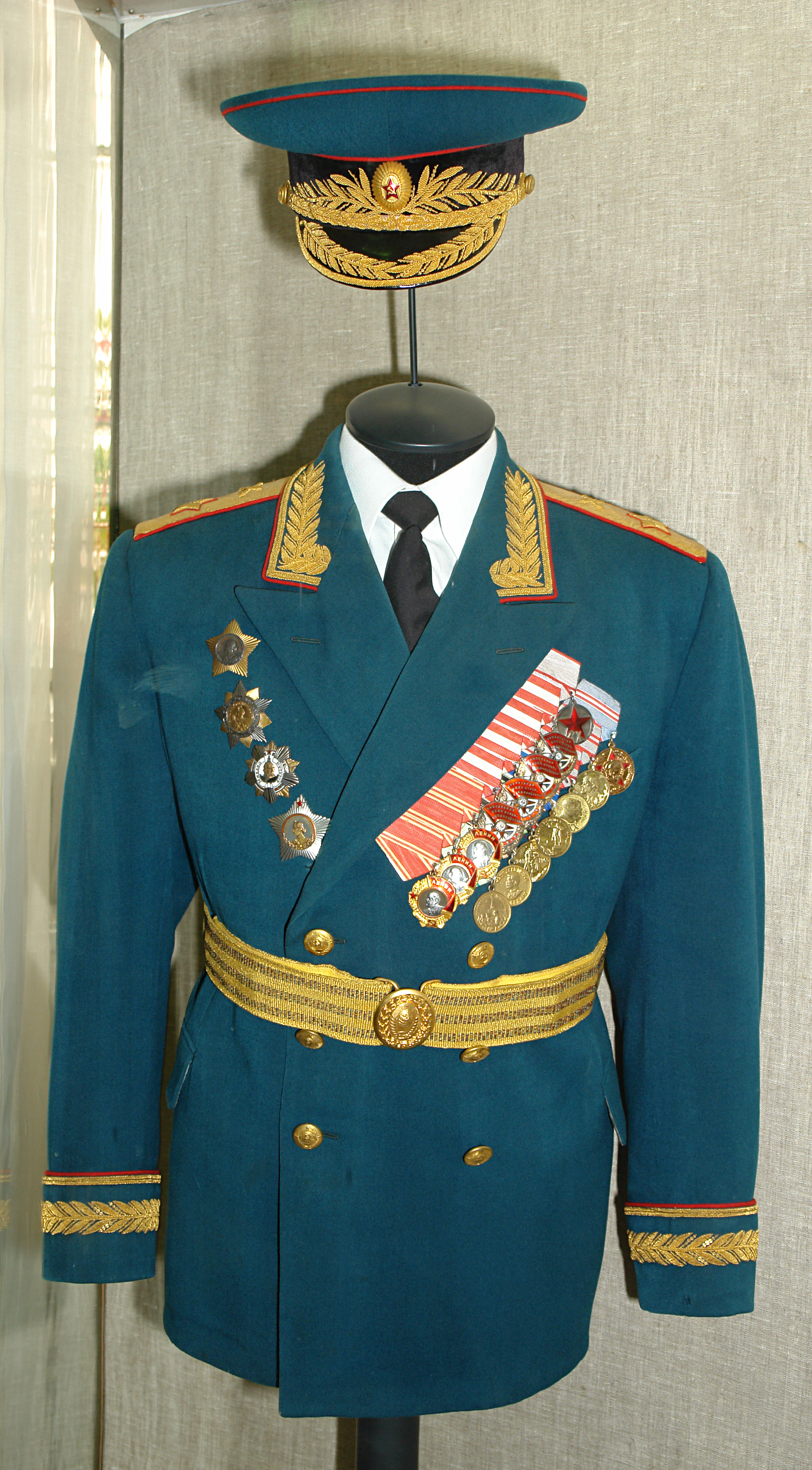
Парадный мундир маршала артиллерии Одинцова Г. Ф. с наградами. Военно-исторический музей артиллерии, инженерных войск и войск связи, Санкт-Петербург.

Окончил Краснодарские артиллерийские командные курсы в 1923 году. В 1923—1925 годах — помощник командира и командир артвзвода, помощник командира батареи в 14-м артиллерийском полку. В 1927 году окончил Киевскую объединённую школу командиров. С 1927 года — командир батареи, с 1929 года — помощник начальника штаба полковой школы, начальник полковой школы артиллерийского полка в Московской пролетарской стрелковой дивизии.
В 1930 году его направили учиться на артиллерийский факультет Военно-технической академии РККА имени Ф. Э. Дзержинского (в 1932 году преобразована в Военную артиллерийскую академию РККА, в 1934 — в Артиллерийскую академию РККА имени Ф. Э. Дзержинского). В 1934 году окончил Артиллерийскую академию РККА имени Ф. Э. Дзержинского и как один из лучших выпускников оставлен при ней для дальнейшей службы, был адъюнктом, начальником учебной части факультета и помощником начальника командного факультета академии. С 1939 года — командовал артиллерийским полком в Сибирском военном округе. С 1940 года командовал артиллерийским полком АККУКС в Ленинградском военном округе.

## Великая Отечественная война
В Великую Отечественную войну вступил в той же должности командира артиллерийского полка АККУКС. В июле 1941 года принял свой первый бой у города Луга на ленинградском направлении. Воевал на Северном и Ленинградском фронтах. Как имеющий богатый теоретический опыт и практический командный опыт офицер отличился в первых же боях, после чего быстро был выдвинут на повышение и назначен командующим артиллерии Лужской (с 25 августа 1941 г. - Южной) оперативной группы. С октября 1941 года — начальник штаба артиллерии 54-й армии и начальником артиллерии этой же армии. С января 1942 года — начальник штаба артиллерии, а с мая 1942 года и до конца войны — командующий артиллерией Ленинградского фронта.
Один из наиболее значительных участников битвы за Ленинград на протяжении всех трёх лет этой битвы. Под его командованием артиллерия фронта и подчинённого фронту Балтийского флота вела успешную контрбатарейную борьбу с осадной артиллерией врага. Открывая ответный огонь после первого же выстрела вражеских орудия, артиллеристы фронта отвлекали его огонь на себя, спасая от разрушения жилые кварталы, памятники архитектуры и культуры, военные объекты и позиции своих войск. Несмотря на три года блокады Ленинграда, нанесенные вражеской артиллерией разрушения Ленинграду оказались не столь значительными (основная масса — от беспорядочного огня врага по жилым кварталам), а все военно-промышленные объекты работали до конца блокады без перебоев. Широко применял звуковую маскировку стрельбы, «кочующие орудия», подвижные железнодорожные батареи большой мощности и много других новшеств в артиллерийской борьбе. Также проявил себя мастером артиллерийской поддержки войск, наступавших против прочной долговременной обороны врага. Отличился в операциях по прорыву Ленинградской блокады, в Ленинградско-Новгородской операции, в летнем прорыве «Линии Маннергейма» в 1944 году, в Прибалтийской наступательной операции.
Дважды без освобождения от обязанностей командующего артиллерией своего фронта привлекался для координации действий артиллерии других фронтов: 2-го и 3-го Прибалтийских фронтов в октябре 1944 года при проведении операции по освобождению Риги; затем артиллерии 1-го и 2-го Прибалтийских фронтов с октября 1944 по май 1945 года при ликвидации Курляндской группировки немецких войск.

## После войны
С 1945 года — командующий артиллерией Ленинградского военного округа. С 1947 года — командующий артиллерией войск Дальнего Востока. С 9 декабря 1953 года — бессменный начальник Военной академии им. Ф. Э. Дзержинского. Приложил огромные усилия для перестройки учебного процесса с учётом опыта Великой Отечественной войны, послевоенных локальных конфликтов и военно-технической революции. Организовал несколько новых факультетов в академии. Много внимания уделял развитию теории и практики боевого применения артиллерии и Ракетных войск стратегического назначения СССР, развитию советской артиллерийской научной школы. Сам являлся автором свыше 40 научных работ, учебников и учебных пособий. 22 февраля 1968 года Г. Ф. Одинцову присвоено воинское звание маршал артиллерии.
С сентября 1969 года — в отставке, в июле 1971 года возвращён на военную службу и назначен военным инспектором-советником Группы генеральных инспекторов Министерства обороны СССР. Автор мемуаров. Похоронен на Новодевичьем кладбище.
Его сын Гарри Георгиевич Одинцов стал одним из создателей реактивного вооружения, много лет работал начальником отдела аэродинамики и баллистики в Конструкторском бюро машиностроения (Коломна); кавалер трёх орденов.

## Воинские звания
- полковник
- генерал-майор артиллерии (3.05.1942)
- генерал-лейтенант артиллерии (7.06.1943)
- генерал-полковник артиллерии (22.06.1944)
- маршал артиллерии (22.02.1968)

## Награды и почётные звания
- три ордена Ленина (05.10.1944, 21.02.1945, 15.09.1961),
- четыре ордена Красного Знамени (06.02.1942, 3.11.1944, 15.11.1950, 22.02.1968),
- орден Суворова 1-й степени (22.06.1944),
- орден Кутузова 1-й степени (21.02.1944),
- орден Богдана Хмельницкого 1-й степени (29.06.1945),
- орден Суворова 2-й степени (19.05.1943),
- медали СССР,
- Медаль «Китайско-советская дружба» (КНР, 1965),
- Медаль «30 лет Халхин-Гольской Победы» (Монголия, 15.08.1969).

## Память

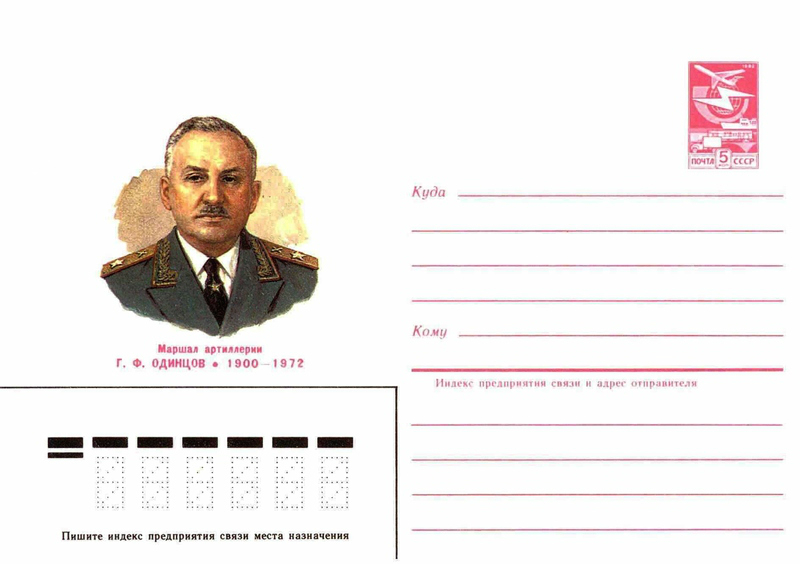
Художественный маркированный конверт Почты СССР 1984 года, посвящённый памяти Г. Ф. Одинцова

- Почётный гражданин города Луга Ленинградской области
- Его именем названы улицы в Воронеже (18.12.1971), Луга и в селе Ямное Рамонского района
- В 1984 году выпущен почтовый конверт Почты СССР, посвящённый памяти Одинцова, с его портретом

## Воспоминания современников
« Во время …. командировки мне особенно запомнился командующий артиллерией Ленинградского фронта Г. Ф. Одинцов. Досконально знающий своё дело генерал, он благодаря разумной распорядительности и изобретательности смог и в тяжелейших блокадных условиях сохранить едва ли всю артиллерию фронта, и сейчас даже имеющимися средствами создать если не полное превосходство, то, во всяком случае, заметное преимущество в мощи огня над вражеской артиллерией.

Да, побольше бы таких командующих!»
— Маршал артиллерии Н. Д. Яковлев. Об артиллерии и немного о себе. — М.: Воениздат, 1981. — С. 141.